# Jane Campbell (Schriftstellerin)
Jane Campbell (geboren 1942 in Hoylake) ist eine britische Schriftstellerin. Ihr Erstling ist der 2022 veröffentlichte Kurzgeschichtenband Cat Brushing (deutscher Titel: Kleine Kratzer), den die New York Times mit dem Werk von Edna O’Brien und Muriel Spark verglich. Im Sommer 2024 erschien in deutscher Übersetzung ihr Romandebüt Bei aller Liebe.

## Leben
Jane Campbell wurde in Hoylake nahe Liverpool geboren und wuchs die ersten vier Lebensjahre mit ihrer Urgroßmutter und ihrer Mutter auf. Ihr Vater war während des Zweiten Weltkriegs Kriegsgefangener in Österreich und kehrte 1946 nach England zurück. Da ihm das neu eingeführte staatliche Gesundheitssystem (National Health Service) nicht zusagte, entschied er sich, mit seiner Familie nach Afrika auszuwandern. Campbell verbrachte ihre Kindheit in Nordrhodesien, dem heutigen Sambia, wo ihr Vater als Arzt arbeitete.
Schon im jungen Alter zeigte sie eine Leidenschaft für das Schreiben und begann bereits mit acht Jahren, Gedichte und Geschichten zu verfassen. Nach ihrer Rückkehr nach England studierte sie Anglistik und Englische Literatur an der Universität Oxford.
Anschließend lebte Campbell fünfzehn Jahre mit ihrem britischen Ehemann auf den Bermudas, wo sie Fernkurse in Psychologie an der Universität von Toronto belegte. Nach ihrer Scheidung mit Ende 30 kehrte sie nach Oxford zurück. Sie machte einen Master in Angewandten Sozialwissenschaften und ließ sich zur Gruppenanalytikerin ausbilden. Fast vierzig Jahre ihres Lebens arbeitete sie in ihrer Praxis in Oxford als Therapeutin. Jane Campbell ist Mutter von vier Kindern.

## Literarisches Schaffen
Jane Campbell veröffentlichte im Alter von 75 Jahren ihre erste Kurzgeschichte Cat Brushing (Titel der Geschichte auf Deutsch: Katzenbuckel), die in der renommierten London Review of Books erschien. Die Herausgeberin Mary-Kay Wilmers nahm sie begeistert auf und ermutigte Campbell weiterzuschreiben. Es folgten zwölf weitere Geschichten, die meisten mit einem sexuellen Unterton, was die Jahrzehnte widerspiegelte, die Campbell als Psychoanalytikerin damit verbracht hatte, Menschen zuzuhören, die offen über „alles Mögliche“ sprachen. Ihre Kurzgeschichtensammlung erschien 2022 in England unter dem Titel Cat Brushing. Es sei eine hervorragende, bahnbrechende Sammlung, schrieb ein Rezensent der New York Times, und verdiene einen Vergleich mit dem Werk von Edna O’Brien oder Muriel Spark, während ein unheimlicher Zug, der sich durch mehrere der Erzählungen ziehe, an Daphne du Maurier denken lasse. Darauf folgte 2024 ihr Romandebüt mit dem Originaltitel Interpretations of Love, das von Bettina Abarbanell ins Deutsche übersetzt wurde und unter dem Titel Bei aller Liebe im Kjona-Verlag herauskam.
Alles, was sie mit ihrem Leben gemacht habe, sei relativ oberflächlich gewesen, sagte sie im Interview mit Alard von Kittlitz im Zeitmagazin: „Mein wichtigstes Ich war immer Schriftstellerin.“ Und gegenüber dem Telegraph: „Ich würde es hassen, wenn man denken würde, [Cat Brushing] sei ein Wunder, weil es von einer 77-jährigen Frau geschrieben wurde, und nicht, weil es brillante Prosa, interessante Geschichten und erstaunliche Charaktere enthält“.
Ihre literarischen Werke beschäftigen sich häufig mit den Themen Alter, Selbst- und Außenwahrnehmung. Campbell thematisiert in ihren Geschichten insbesondere die gesellschaftliche Stigmatisierung älterer Frauen:

„‚Alte Frau‘ ist ein perfektes Beispiel für die einengenden Kategorien, in die die Gesellschaft Menschen steckt. Um einen aktuellen Begriff zu verwenden, othert man alte Frauen – man macht sie zu Wesen einer anderen Art, die mit den ‚Normalen‘ wenig gemein haben. Sie werden als weniger menschlich angesehen, weil sie nicht mehr jung sind, weil sie nicht sexuell sind, weil sie wahrscheinlich dumm sind, weil sie langweilige Dinge tun, weil sie stricken und Katzen halten.“

### Kleine Kratzer
In dreizehn Geschichten erzählt Jane Campbell vom Leben ‚alter Frauen‘ in unterschiedlichen Konstellationen. Die Ich-Erzählerinnen setzen sich mit ihrer jeweiligen Lebenssituation auseinander, insbesondere mit der Art und Weise, wie sie selbst mit dem Alter und den damit verbundenen Situationen umgehen. Die Washington Post beschrieb in einer Rezension, wie Campbell das gängige Klischee, dass ältere Frauen schwach oder kraftlos seien, auflöse: „Sie erweckt 13 Frauen in Geschichten zum Leben, in denen es um ihre Leidenschaften, Libido und ihr Selbstwertgefühl geht. Diese Frauen leugnen, dass Falten mit Unsichtbarkeit einhergehen, und erleben eine ganze Reihe von Emotionen – Freude, Herzschmerz, Trauma, Bedauern und Zufriedenheit –, während sie das Leben leben, das sie sich wünschen, und zwar nach ihren eigenen Vorstellungen.“
„Die Lust eines alten Mannes ist abstoßend, aber die Lust einer alten Frau ist schlimmer. Das weiß jeder“, schreibt Campbell in der Eröffnungsgeschichte Susan und Miffy, die im Krankenflügel einer Geriatrie spielt und erzählt, wie die 86-jährige Susan anfängt, unerwartete Gefühle für ihre junge Pflegerin Miffy zu entwickeln. In der Geschichte Katzenbuckel denkt die Protagonistin, die bei Sohn und Schwiegertochter zu Besuch ist, über ihr Alter nach, während sie ihre ebenfalls ergraute Katze bürstet. „Die Katze und ich lernen mehr und mehr über den Prozess der Enteignung. Das Altern wird oft als eine Phase der Kumulation dargestellt, der Anhäufung von Krankheiten, Beschwerden, Falten, aber in Wirklichkeit ist es ein Prozess der Enteignung. Freiheit, Respekt, Lust, all das, was man früher so selbstverständlich besessen und genossen hat, wird einem nach und nach genommen.“ Campbells Werk Kleine Kratzer schenke der Literatur Frauenfiguren, die bislang fehlten, so Carola Ebeling in der taz. Dabei verbinde sich ihr schonungsloser Blick mit Feinfühligkeit; die tiefe Emotionalität mit grimmigem Witz und feiner Ironie.
Auch Verena Lueken hebt in der Frankfurter Allgemeinen Zeitung hervor, dass literarische Figuren wie in Campbells Kurzgeschichten kaum anderswo zu finden seien. „Mrs. Dalloway, die berühmteste Alte der Literaturgeschichte, ist zweiundfünfzig. Virginia Woolf, die sie erschaffen hatte, war bei Erscheinen des gleichnamigen Romans in ihren frühen Vierzigern.“ Campbells Frauen stellten sich abseits des ihnen zugedachten Platzes, „alle mit größeren, interessanteren Leben, als ihnen gemeinhin gönnerhaft zugetraut werde, teilweise in inneren Welten unterwegs, aber nie in nostalgischer Rückwärtsgewandtheit“. Präzise beobachtet, handelten die Geschichten einerseits vom Erwartbaren: Verlust, Alter, Tod; andrerseits vom Unerwarteten: von Rache und Mord, Selbstmord und Begehren. Die Erzählung Katzenbuckel sei eine der melancholischsten des Buchs. Sie mache auf den ersten Blick den Eindruck einer autobiographischen, aus dem eigenen Leben abgeleiteten Erzählung, was jedoch täusche. Alles sei erfunden, betone Campbell.

### Bei aller Liebe
In dem Roman Interpretations of Love (deutscher Titel: Bei aller Liebe) stehen drei Charaktere im Mittelpunkt und ein geheimer Brief, der mehr als 50 Jahre lang nicht zugestellt werden konnte, spielt eine zentrale Rolle. Während der schweren Bombardierungen auf Liverpool im Sommer 1946 entwickelt sich eine Affäre zwischen Sophy, einer Krankenwagenfahrerin, und einem Sanitäter. Die Handlung folgt Sophy, die nach dem Krieg einen anderen Mann heiratet und das Geheimnis über die Vaterschaft ihrer Tochter mit ins Grab nimmt. Ihre Tochter wächst fortan bei den Großeltern auf. Nach Sophys Tod erhält ihr älterer Bruder den Brief, der die wahre Identität des Vaters enthüllt. Aus Angst vor den Konsequenzen behält er dieses Wissen jahrzehntelang für sich, beschließt jedoch letztendlich, über den Brief zu sprechen.
Campbell erzählt aus drei verschiedene Perspektiven von der Suche nach verloren geglaubten Liebesgeschichten, die nie erzählt wurden und mit tiefgreifenden Emotionen, Verlusten und Erinnerungen verbunden sind. Sie integriere dabei ihre Gedanken zur Psychoanalyse und beziehe sich auf die Theorien von Sigmund Freud und Carl Jung. In einem Interview äußerte sie sich kritisch zur Psychoanalyse und hinterfragte, ob diese Gefahr laufe, Menschen auf Stereotypen zu reduzieren.
Die Autorin Christine Westermann lobte Campbells Schreibstil in ihrer Rezension im Stern: „Campbell schreibt mit viel Ironie und leisem Sarkasmus, schont niemanden, auch ihren eigenen Berufsstand nicht. Bei aller Liebe: «Psychoanalyse hat noch nie jemanden geheilt», heißt es an einer Stelle im Buch, «aber wenn alles gut läuft, hilft sie einem, dass man akzeptiert, wer man ist.» Auch als ältere Frau, die sich mit blöden Vorurteilen herumschlagen muss. Nicht mehr sexy zu sein und wahrscheinlich auch dumm, «weil ältere Frauen langweilige Dinge tun, stricken und Katzen halten».“

## Veröffentlichungen
- Cat Brushing. Grove Press, New York 2022, ISBN 978-0-80216-002-7.
  - Deutsch: Kleine Kratzer. Übersetzt von Bettina Abarbanell, Kjona Verlag, München 2023, ISBN 978-3-910372-17-7.
- Interpretations of Love. Grove Press, London 2024, ISBN 978-0-80216-288-5.
  - Deutsch: Bei aller Liebe. Übersetzt von Bettina Abarbanell, Kjona Verlag, München 2024, ISBN 978-3-910372-31-3.